# Myscelia hypatia
Myscelia hypatia är en fjärilsart som beskrevs av John Kern Strecker 1900. Myscelia hypatia ingår i släktet Myscelia och familjen praktfjärilar. Inga underarter finns listade i Catalogue of Life.